# Емма Доног'ю
Емма Доног'ю (англ. Emma Donoghue) — ірландсько-канадська письменниця, драматургиня, літературознавиця та сценаристка. Насамперед відома як авторка роману «Кімната», який став міжнародним бестселером та ввійшов до фіналу Букерівської премії. 1995 року світ побачив роман «Кара і я» (англ. Hood), який здобув книжкову премію «Стоунвол», а 2000 року відбулася публікація роману «Грішна жінка» (англ. Slammerkin), що отримав премію «Ферро-Ґрамлі» у категорії «лесбійська література». 2015 року вийшла однойменна екранізація роману «Кімната», за яку письменницю номіновано на премію «Оскар» за найкращий адаптований сценарій.

## Біографія
Народилася 24 жовтня 1969 року у Дубліні, Ірландія. Наймолодша з восьми дітей у сім'ї Френсіс Рутледж та Деніса Доног'ю, академіка та літературного критика. З відзнакою здобула ступінь бакалавра гуманітарних наук з англійсько-французької в Університетському коледжі Дубліна. Докторський ступінь з англійської отримала у Ґіртонському коледжі (Кембридж), де жила у жіночому кооперативі, який надав їй унікальний досвід, що ліг в основу оповідання «Гостинність» (англ. The Welcome). Написала дисертацію на тему дружби між чоловіками й жінками у художній літературі 18-го століття.
Навчаючись у Кембриджі, вона зустріла свою майбутню дружину — канадку Крістін Рулстон, яка викладає французьку мову та жіночі студії в Університеті Західного Онтаріо. 1998 року пара переїхала до Канади, а 2004 року Доног'ю отримала канадське громадянство. Мешкає у місті Лондон (Онтаріо), де разом із Рулстон виховує двох дітей, Фінна та Уну.

## Кар'єра
1994 року світ побачив її дебютний роман під назвою «Смаження» (англ. Stir Fry), сучасний підлітковий роман про ірландку, яка досліджує свою сексуальну орієнтацію. Твір став фіналістом літературної премії «Лямбда». 1995 року відбулася публікація ще одного сучасного роману «Кара і я» (англ. Hood), що розповідав про ірландку, яка намагається примиритися зі смертю своєї дівчини. 1997 року твір здобув літературну книжкову премію Американської бібліотечної асоціації геїв, лесбійок та бісексуалів (нині відома як Книжкова премія Стоунвола у галузі літератури).
«Грішна жінка» (англ. Slammerkin; 2000) — історичний роман, події якого відбуваються у Лондоні та Уельсі. Твір написано під враженням від газетної історії 18 століття про молоду служницю, яку стратили за вбивство власного роботодавця. Головною героїнею роману стала повія, яка насамперед прагне вдягатися лише в найкращу одіж. Книга стала фіналістом ірландської літературної премії «Айріш Тайм» 2001 року та здобула премію Ферро-Ґрамлі за найкращу лесбійську літературу 2002 року (попри недостатню кількість лесбійських елементів). 2007 року відбулася публікація роману «Приземлення» (англ. «Landing»), що описує стосунки на відстані між куратором та ірландською стюардесою.
«Запечатаний лист» (англ. The Sealed Letter; 2008) — історичний твір, написаний на основі історії про невірність Гелен Кортінгтон і судової справи скандального розлучення, яке 1864 року привернула увагу всієї Британії. Головною героїнею стала Емілі Фейтфулл. Книга потрапила до довгого списку премії Ґіллера та разом із романом Чандри Майор «Усі гарні дівчата» здобув премію «Лямбда» 2009 року у галузі лесбійської літератури.
27 липня 2010 року роман Доног'ю «Кімната» ввійшов до довгого списку Букерівської премії, а 7 вересня 2010 року — до короткого списку. 2 листопада 2010 року стало відомо, що роман здобув премію Письменницький траст Роджерс у галузі художньої літератури. Книга також ввійшла до короткого списку канадської премії Генерал-губернатора та стала переможцем Ірландської книжкової премії. 2011 року роман потрапив до короткого списку премії «Орандж», але поступився твору Теи Обрегт. Згодом письменниця написала сценарій для однойменної екранізації — «Кімната», за що стала номінанткою на премію «Оскар» за найкращий адаптований сценарій, «Золотий глобус» та премію «Бафта». 2017 року Доног'ю адаптувала твір у п'єсу, яку поставили на сцені Театру Еббі в Дубліні.

## Особисте життя
Емма Доног'ю є відкритою лесбійкою.

## Переклади українською
- Емма Доног'ю. Кімната. — К. : Віват, 2017. — 336 с. — ISBN 978-617-690-980-4.